# Rezervația naturală Cantemir

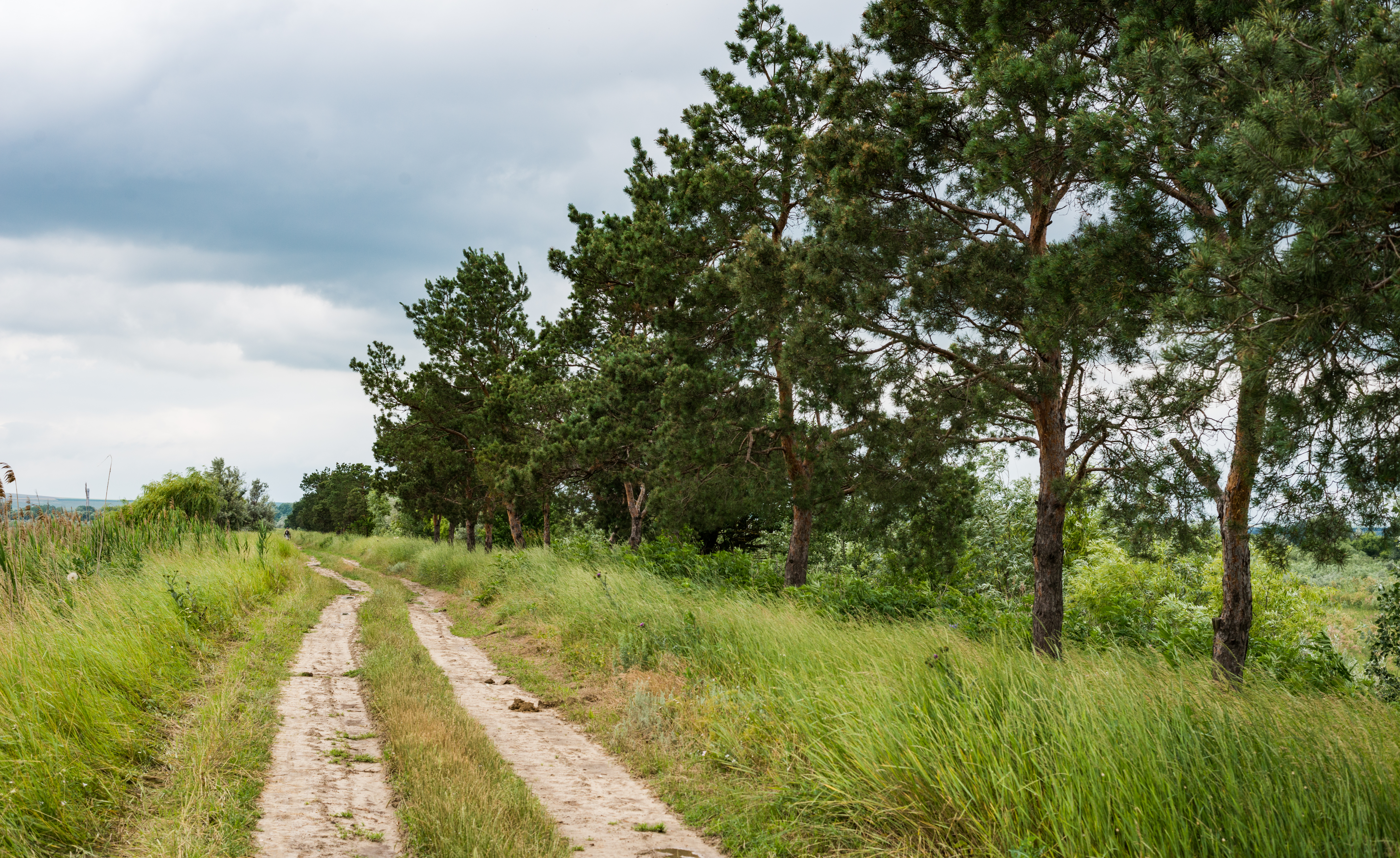
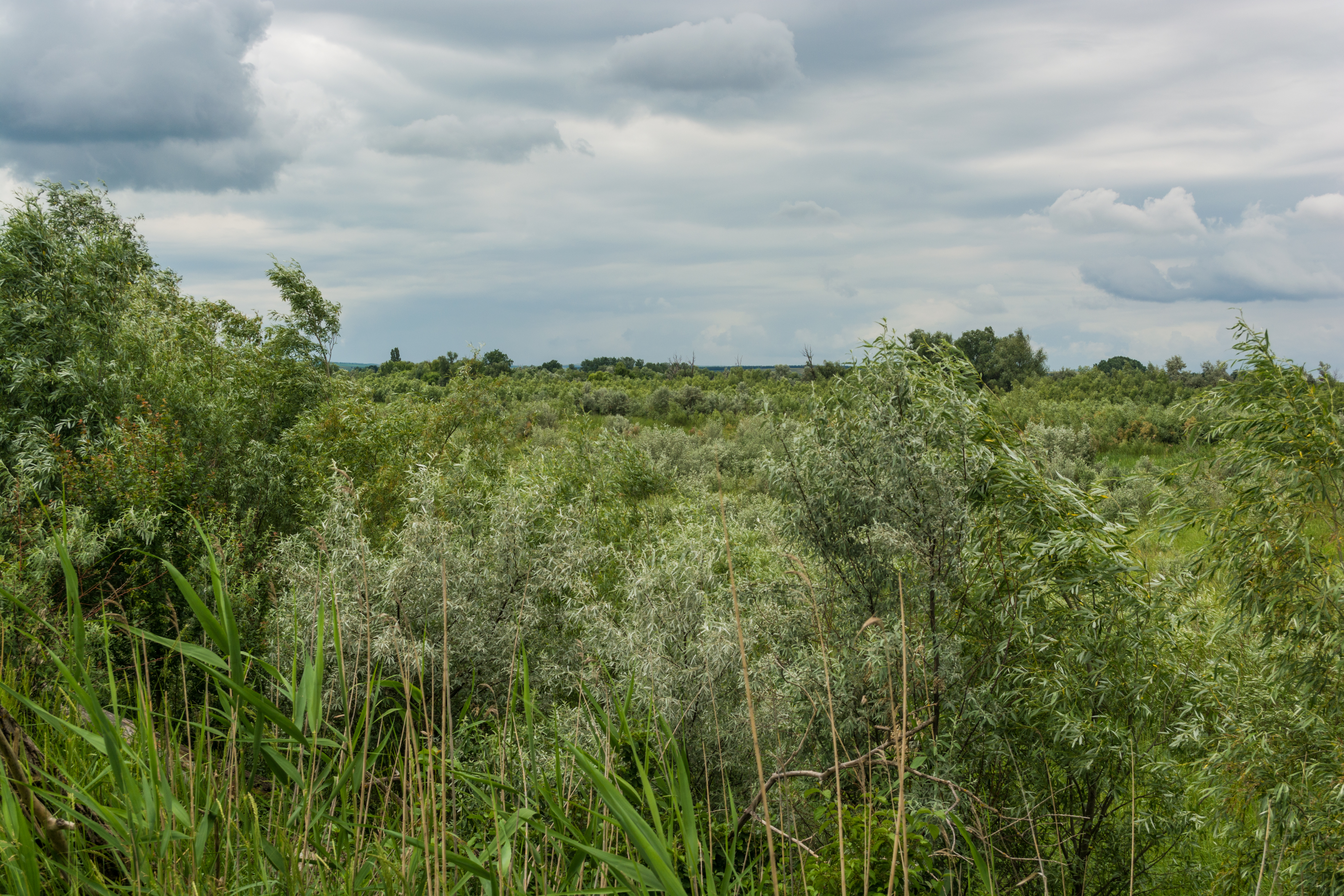
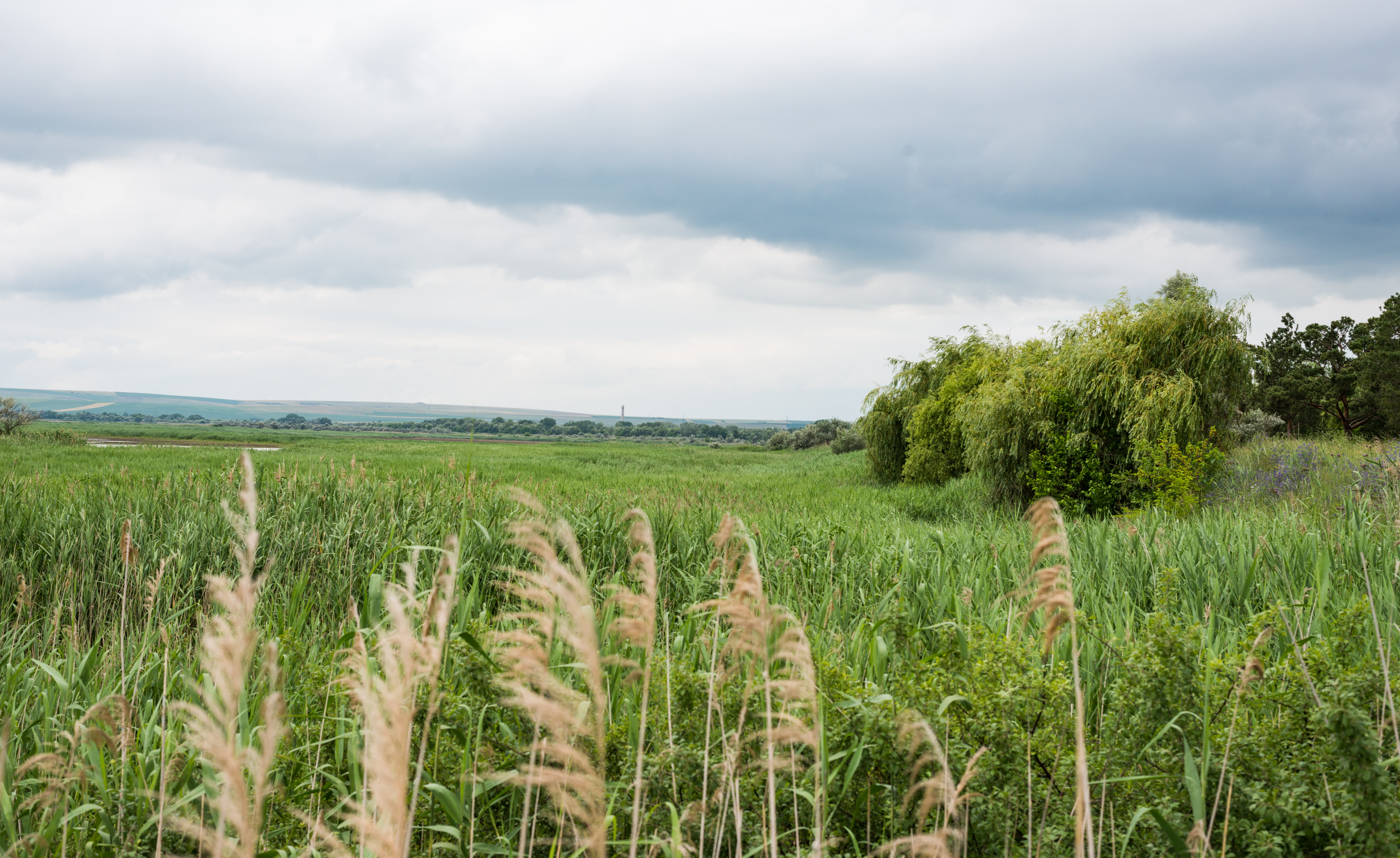
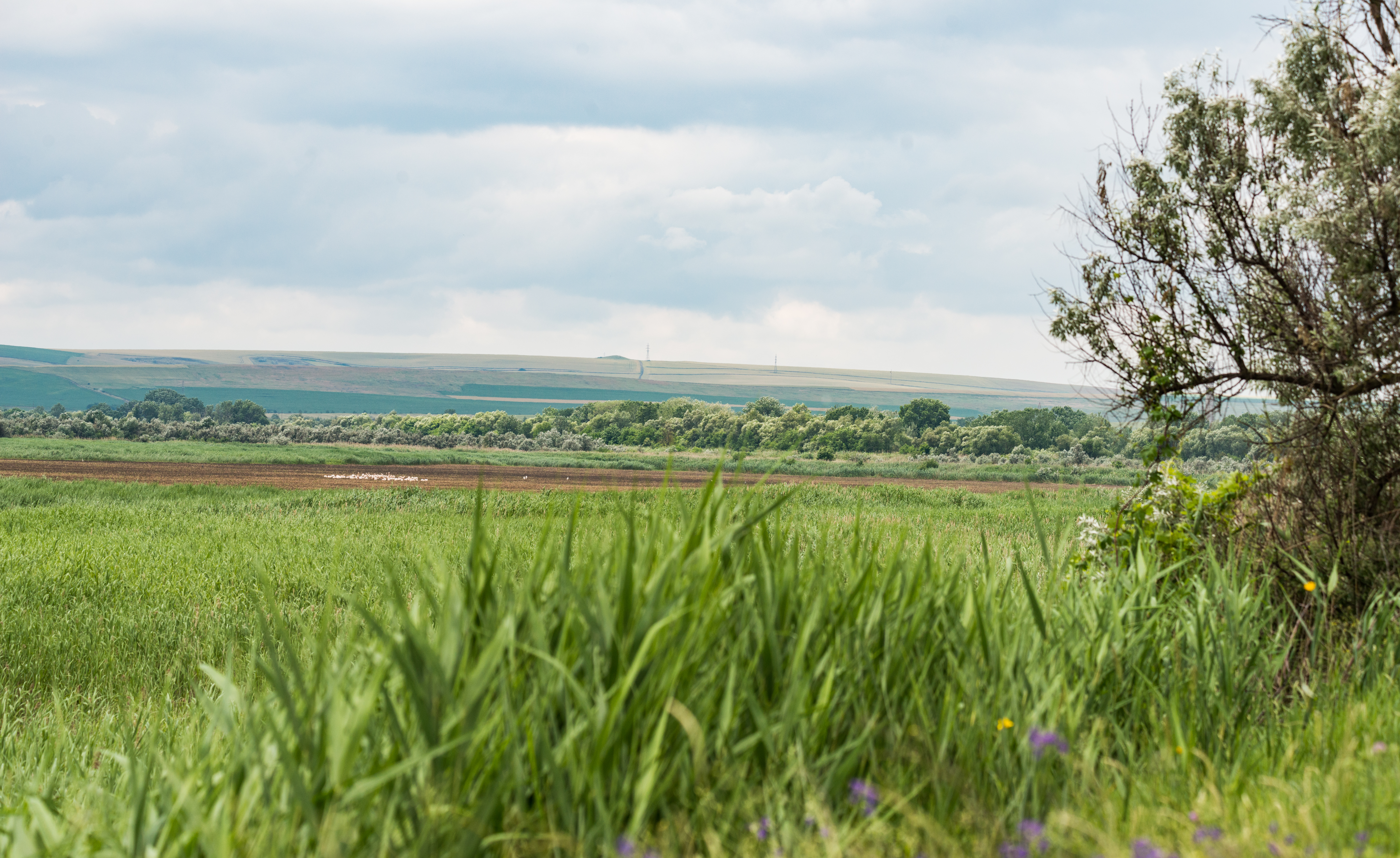

Cantemir este o rezervație naturală mixtă în raionul Cantemir, Republica Moldova. Este amplasată în lunca inundabilă a râului Prut la sud de orașul Cantemir. Are o suprafață de 132 ha. Obiectul este administrat de Întreprinderea agricolă „Drujba”.